# Забавушка
Музей народной игрушки для детей «Забавушка» — московский интерактивный детский музей народной игрушки.
Музейный фонд предназначен для детей и используется исключительно ими. Экспонатами музея разрешается играть детям. Целью музея является популяризация российской народной игрушки. Занятия в музее платные, что покрывает расходы. Основными целевыми группами музея являются дети дошкольного и младшего школьного возраста.
Попытки организации добиться государственной поддержки и президентского гранта провалились. Руководитель организации отказывается от вступления музея в социально-профессиональные сети искусствоведов.

## История
Изначально (в 1998 году) музей был создан как общество любителей народного искусства «Традиция», создателем и руководителем общества стал Алексей Санкин. 5 сентября 2002 года общество провело благотворительную акцию «Возвращение народной игрушки». 12 февраля 2002 года началось проведение еще одной выставки, на которой были представлены представители 20 промыслов из 15 регионов России. Начало данной выставки постоянно откладывалось и на 12 февраля 2002 года она работала неофициально. 27 июня 2002 года выставка уже официально работала. В конце 1990-х организация занималась исключительно детскими выставками и семинарами, музей финансировали различные спонсора (включая Фонд Сороса). Затем музей арендовал помещение и стал самоокупаемым. 16-18 сентября 2008 года музей принял участие в фестивале «Кремль — детям». 3 сентября 2012 года музей провел выставку «Возрождение традиций», в рамках которой каждый экспонат можно было потрогать и каждому ребёнку давали по одной нераскрашенной игрушке, которую можно было раскрасить в здании музея.